# Ousmane Sidibé
Ousmane Sidibé, né le 23 avril 1985 à Paris, est un footballeur international guinéen qui évolue au poste de défenseur.

## Biographie

### En club
Ousmane Sidibé est né le 23 avril 1985 à Paris, de parents guinéens.
Sidibé joue en Ligue 2 avec les clubs de l'US Orléans, du Paris FC et de l'AS Béziers.
Il joue également une saison dans le championnat maltais.

### En équipe nationale
Ousmane Sidibé reçoit sa première sélection en équipe de Guinée le 6 septembre 2015, contre le Zimbabwe. Ce match nul (1-1) rentre dans le cadre des éliminatoires de la Coupe d'Afrique des nations 2017.
Par la suite, le 11 novembre 2015 de la même année, il dispute une rencontre face à la République démocratique du Congo, rentrant dans le cadre des éliminatoires du mondial 2018 (défaite 3-1).
Il joue ensuite en 2018 trois matchs rentrant dans le cadre des éliminatoires de la Coupe d'Afrique des nations 2019, contre la République centrafricaine, et le Rwanda par deux fois.
En 2019, il est retenu par le sélectionneur Paul Put, afin de participer à la Coupe d'Afrique des nations organisée en Égypte. La Guinée atteint les huitièmes de finale, éliminée par le futur vainqueur, l'Algérie, sur le score de 3-0.

## Palmarès
- US Orléans
  - Champion de France de National en 2014